# Фреснеділья
Фреснеділья (ісп. Fresnedilla) — муніципалітет в Іспанії, у складі автономної спільноти Кастилія-і-Леон, у провінції Авіла. Населення — 116 осіб (2010).
Муніципалітет розташований на відстані близько 80 км на захід від Мадрида, 47 км на південь від Авіли.

## Демографія
Динаміка населення (INE ):